# Larry Hogan
Larry Hogan (hay Lawrence Joseph Hogan Jr., sinh ngày 25 tháng 5 năm 1956), người Mỹ gốc Ireland, là một chính trị gia Hoa Kỳ. Ông hiện là Thống đốc thứ 62 của tiểu bang Maryland kể từ năm 2015. Ông nguyên là Chủ tịch Hiệp hội Thống đốc Quốc gia từ năm 2019 đến năm 2020; Phó Chủ tịch Hiệp hội năm 2019; Trưởng Nhân sự dưới thời Thống đốc Maryland Bob Ehrlich từ năm 2003 đến năm 2007. Ông đã từng tranh cử Hạ nghị sĩ Hoa Kỳ đại diện cho khu vực bầu cử thứ năm của Maryland, thất bại năm 1981 trước Audrey Scott và 1992 trước Hạ nghị sĩ đương nhiệm Steny Hoyer. Ông thành lập tổ chức Change Maryland vào năm 2011, tổ chức mà ông sử dụng để quảng bá chiến dịch tổng tuyển cử năm 2014 của chính mình. Ông đã được đánh giá cao về sự chấp thuận trong thời gian làm Thống đốc và được xem là một trong những Thống đốc được yêu thích nhất ở Hoa Kỳ.
Larry Hogan là Đảng viên Đảng Cộng hòa, học vị Cử nhân Khoa học chính trị, chính trị gia bảo thủ ôn hòa, từng có khả năng là ứng viên tham gia tranh cử Tổng thống Hoa Kỳ nội bộ Đảng Cộng hòa năm 2020. Trong Đại dịch COVID-19, ông chỉ huy chống dịch ở tiểu bang Maryland.

## Xuất thân, giáo dục và thời kỳ đầu
Larry Hogan sinh ngày 25 tháng 5 năm 1956 tại thủ đô Washington, D.C., Hoa Kỳ, tên khai sinh là Lawrence Joseph Hogan Jr., lớn lên ở khu vực Landover, quận Prince George's, Maryland, là con trai của Nora (Maguire) và Lawrence Hogan Sr. Ông theo học Trường Công giáo Saint Ambrose và Trường Trung học Công giáo DeMatha, thành phố Hyattsville, Maryland. Năm 1972, bố mẹ của ông ly hôn, ông chuyển đến Florida với mẹ là Nora Maguire, chuyển sang học Trường Trung học Công giáo Father Lopez ở thành phố Daytona Beach, Florida, tốt nghiệp năm 1974. Bố của ông, Lawrence Hogan Sr. người từng là Hạ nghị sĩ Hoa Kỳ đại diện khu vực bầu cử Quốc hội số năm của Maryland từ năm 1969 đến năm 1975 và là Quận trưởng quận quận Prince George's, Maryland từ năm 1978 đến năm 1982. Hogan Sr. nổi tiếng là thành viên Đảng Cộng hòa đầu tiên của Ủy ban Tư pháp Hạ viện Hoa Kỳ kêu gọi luận tội Tổng thống Richard Nixon. Bố mẹ ông đều là người gốc Ireland.
Larry Hogan theo học Đại học Bang Florida từ năm 1974 đến năm 1978 và lấy bằng Cử nhân Nghệ thuật chuyên ngành Chính phủ và Khoa học chính trị. Khi còn học đại học, ông làm việc trong Hội đồng Lập pháp tiểu bang Florida, và sau khi tốt nghiệp, ông làm việc ở Capitol Hill. Ông đã giúp bố của mình điều hành một chiến dịch thành công vào năm 1978 cho vị trí Quận trưởng quận Prince's George và sau đó làm việc cho bố mình với tư cách là liên lạc viên liên chính phủ được trả lương thấp. Năm 1985, ông thành lập Công ty Hogan chuyên hoạt động trong lĩnh vực môi giới, tư vấn, đầu tư và phát triển bất động sản đất đai, thương mại và nhà ở. Ông đã dành 18 năm tiếp theo trong lĩnh vực tư nhân.

## Sự nghiệp chính trị

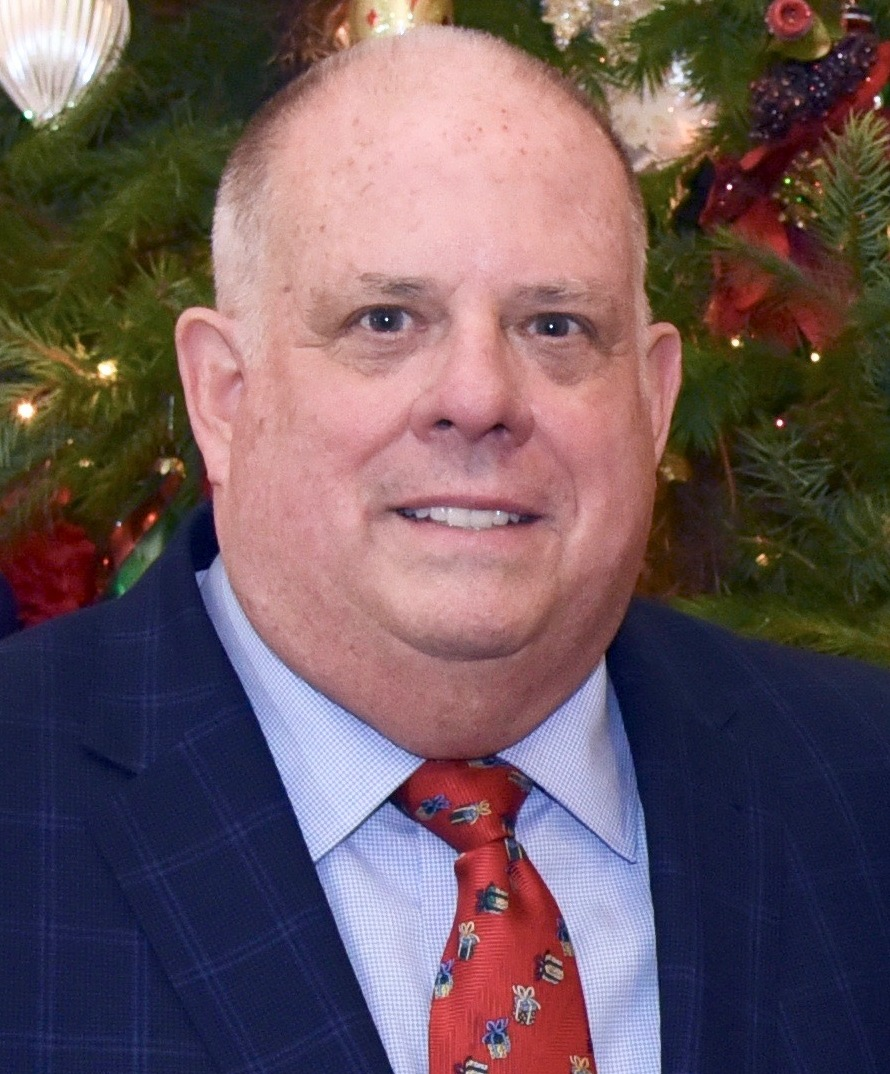
Larry Hogan năm 2018.

Là con trai của một Hạ nghị sĩ Hoa Kỳ, Larry Hogan đã tiếp xúc với chính trị khi còn nhỏ và làm việc trong nhiều khía cạnh của chính trị bao gồm các chiến dịch chính trị và các cuộc trưng cầu dân ý của công dân. Trước khi được bầu làm thống đốc, ông chưa thắng cử chức vụ nào, mặc dù đã tranh cử vài lần.  Năm 1981, ở tuổi 24, ông lần đầu tiên ra tranh cử trong cuộc bầu cử đặc biệt để lấp chỗ trống trong khu dân biểu số năm của Maryland do Gladys Noon Spellman. Trước đó, Gladys Noon Spellman đã kế nhiệm Lawrence Hogan trong ghế Quốc hội. Ở chiến dịch này, Larry Hogan đứng thứ hai trong số 12 ứng cử viên của cuộc bầu cử sơ bộ Đảng Cộng hòa với 22,38% số phiếu bầu, xếp sau Thị trưởng Bowie Audrey Scott, người nhận được 63,26%.
Năm 1992, Larry Hogan là ứng cử viên của Đảng Cộng hòa cho khu vực bầu cử Quốc hội thứ năm của Maryland, tranh cử với đương kim Hạ nghị sĩ, Đảng viên Dân chủ Steny Hoyer. Steny Hoyer giữ lợi thế tài chính và chiến thắng với tỷ lệ 53–45% trước Larry Hogan. Steny Hoyer là Hạ nghị sĩ Hoa Kỳ hơn 30 năm suốt từ năm 1981, và cuộc bầu cử năm 1992 giữa ông và Larry Hogan là lần có tỷ lệ sít sao nhất, không có đối thủ nào nào khác chênh lệch ít hơn kể từ đó. Sau khi thất bại lần thứ hai, Larry Hogan đã nghỉ công việc kinh doanh bốn năm để giữ chức vụ Trưởng Nhân sự của Maryland trong Chính quyền Thống đốc Bob Ehrlich từ năm 2003 đến năm 2007. Với tư cách này, ông đã tham gia bổ nhiệm hơn 7.000 cá nhân vào các vị trí trong Chính phủ Maryland.

## Thống đốc Maryland

### Tranh cử

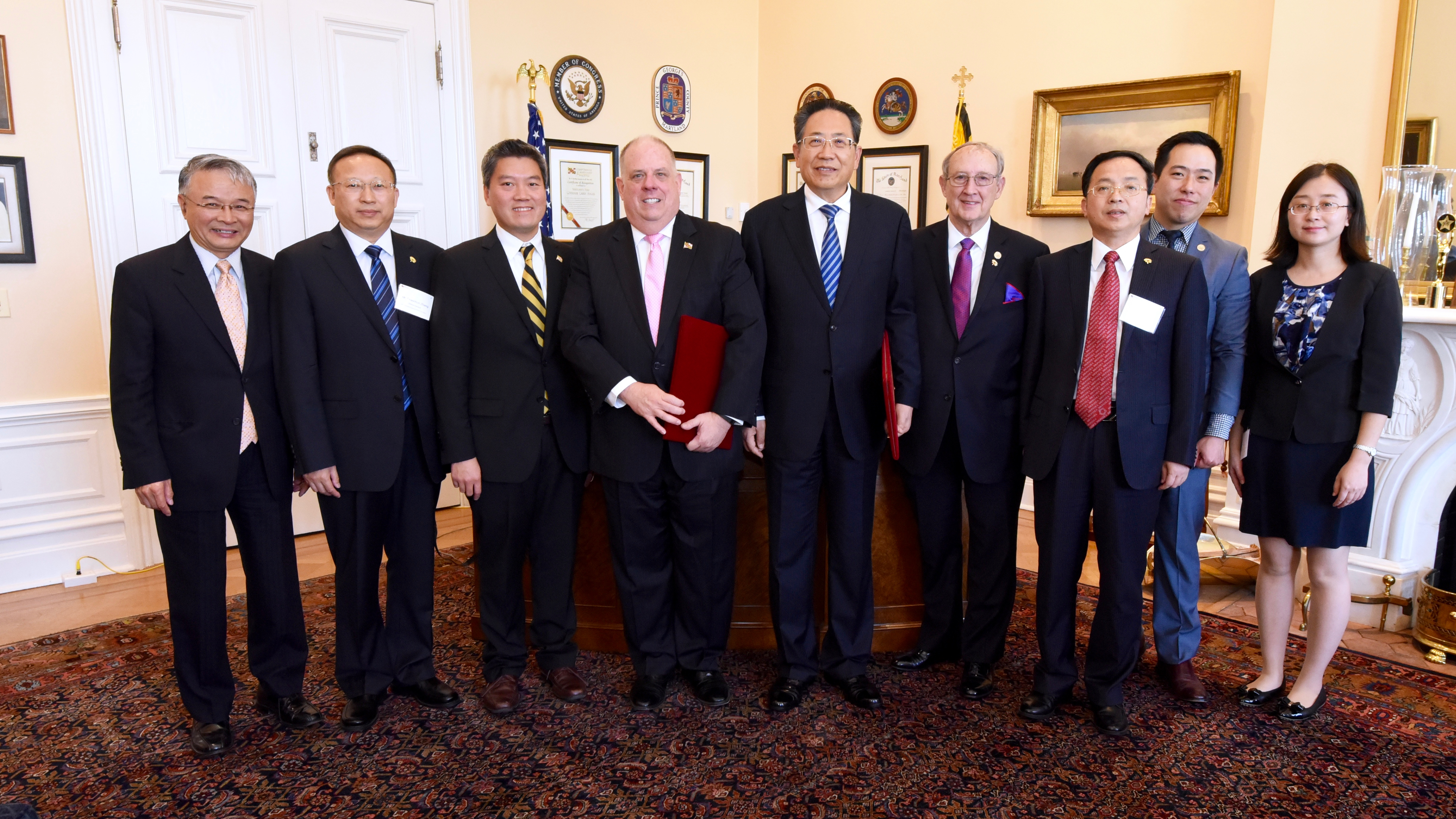
Thống đốc Maryland Larry Hogan gặp gỡ Bí thư An Huy Lý Cẩm Bân năm 2017.

Năm 2011, Larry Hogan thành lập Change Maryland, một tổ chức phi lợi nhuận chống thuế được sử dụng để chỉ trích Chính quyền Thống đốc Martin O'Malley. Tổ chức đã thúc đẩy cuộc điều hành chiến dịch tổng tuyển cử của ông. Đảng Dân chủ Maryland cáo buộc rằng Larry Hogan đã nhận các lợi ích tranh cử từ tổ chức phi lợi nhuận một cách không thích hợp và Ủy ban Bầu cử tiểu bang đã bác bỏ hai trong số các khiếu nại nhưng nhận thấy chiến dịch của Larry Hogan đã không tiết lộ đúng giá trị của một cuộc thăm dò do tổ chức phi lợi nhuận thực hiện trước khi mua tài sản của mình.
Larry Hogan chính thức bắt đầu chiến dịch tranh cử Thống đốc Maryland vào ngày 21 tháng 1 năm 2014. Vào ngày 29 tháng 1, ông thông báo về việc cựu Bộ trưởng Dịch vụ tổng hợp Maryland Boyd Rutherford là người bạn đồng hành của mình. Đến ngày 24 tháng 6, Larry Hogan và Boyd Rutherford đã giành chiến thắng trong cuộc bầu cử sơ bộ của Đảng Cộng hòa, nhận được 43% số phiếu bầu. Họ đã đánh bại Anthony G. Brown, ứng cử viên của Đảng Dân chủ và là Phó Thống đốc đương nhiệm, trong một cuộc bầu cử vào ngày 04 tháng 11 năm 2014. Ông là Thống đốc đầu tiên được bầu từ quận Anne Arundel, Maryland trong hơn 100 năm. Trong cuộc bầu cử Thống đốc năm 2018, Larry Hogan đã tranh cử với ứng cử viên Đảng Dân chủ Ben Jealous, một cựu chủ tịch NAACP. Ông đã có được lợi thế đáng kể trong các cuộc thăm dò và gây quỹ trong suốt chiến dịch. Cuối cùng, ông đánh bại Ben Jealous với tỷ lệ 55–43%, trở thành Thống đốc duy nhất của Đảng Cộng hòa thứ hai trong lịch sử Maryland tái đắc cử kể từ Theodore McKeldin năm 1954. Ông giành được nhiều phiếu bầu nhất so với bất kỳ Thống đốc nào trong lịch sử Maryland.

### Nhiệm kỳ

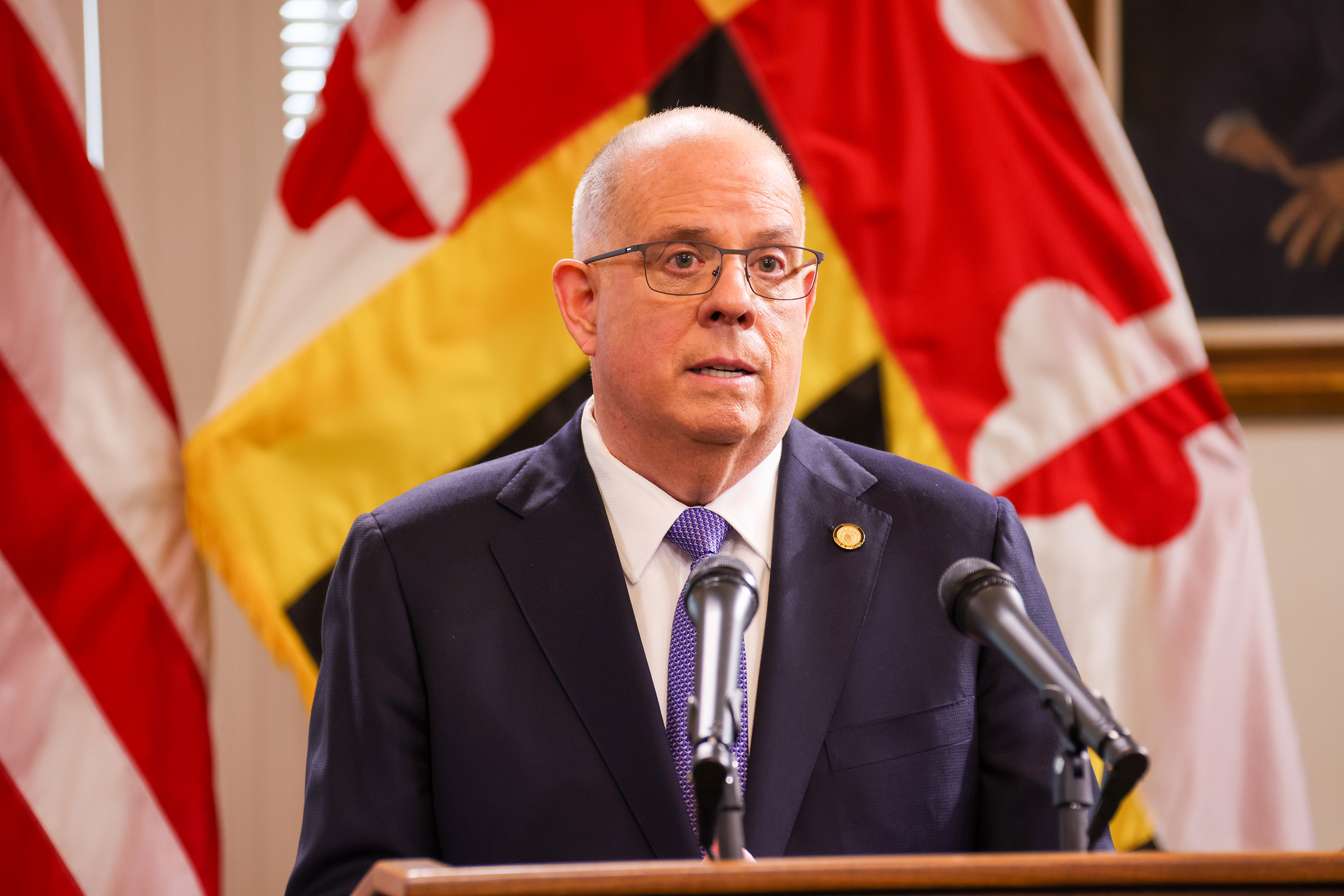
Larry Hogan năm 2021.

Larry Hogan tuyên thệ nhậm chức Thống đốc Maryland vào ngày 21 tháng 1 năm 2015. Các phương tiện truyền thông đã mô tả ông là một đảng viên Cộng hòa ôn hòa và là một người thực dụng. Vào năm 2018, ông đã được các Đảng viên Dân chủ Maryland thăm dò ý kiến rất tốt, theo The Baltimore Sun. Ban biên tập tờ Washington Post đánh giá vào năm 2015 rằng ông là chính trị gia thực hiện đúng với lời hứa của mình để quản lý tiểu bang ở vị trí ở giữa trong nhiệm kỳ của ông. On the Issues, một tổ chức phi lợi nhuận và phi đảng phái chuyên theo dõi vị trí của các chính trị gia, đã đánh ông ở vị trí giữa. Ông từng là Phó Chủ tịch Hiệp hội Thống đốc Quốc gia (NGA) từ tháng 7 năm 2018 đến tháng 7 năm 2019 và là Chủ tịch NGA từ tháng 7 năm 2019 đến tháng 7 năm 2020.
Larry Hogan đã được đánh giá phê duyệt rất cao. Năm 2016, Washington Post và Đại học Maryland thống kê cho thấy ông được tiểu bang tán thành 66%. Nền kinh tế tiểu bang được cải thiện trong và ông điều hành tập trung vào thuế, tránh phân cực các chủ đề xã hội như phá thai hoặc luật phản đối tôn giáo. Đến tháng 11 năm 2017, ông có một trong những xếp hạng chấp thuận cao nhất so với bất kỳ Thống đốc nào trong cả nước.
Năm 2019, Larry Hogan đưa ra khả năng tranh cử Tổng thống vào năm 2020 nhưng cuối cùng quyết định không tranh cử. Vào tháng 6, ông đã phát biểu trước Maryland Free Enterprise Foundation, một nhóm vận động kinh doanh, về việc quyết tâm kiểm soát lại Hội đồng Lập pháp tiểu bang, dành phần còn lại của nhiệm kỳ để đối đầu với phe Dân chủ, đồng thời hứa sẽ làm việc để chống lại việc tăng thuế.

## Lịch sử tranh cử
Tính đến 2021, Larry Hogan đã tham gia bốn kỳ bầu cử, hai kỳ cho chiếc ghế Hạ nghị sĩ, hai kỳ tổng tuyển cử Thống đốc Maryland. Ông đã thất bại trong hai kỳ Hạ nghị sĩ, thành công trong hai kỳ Thống đốc tiểu bang.

## Đời tư

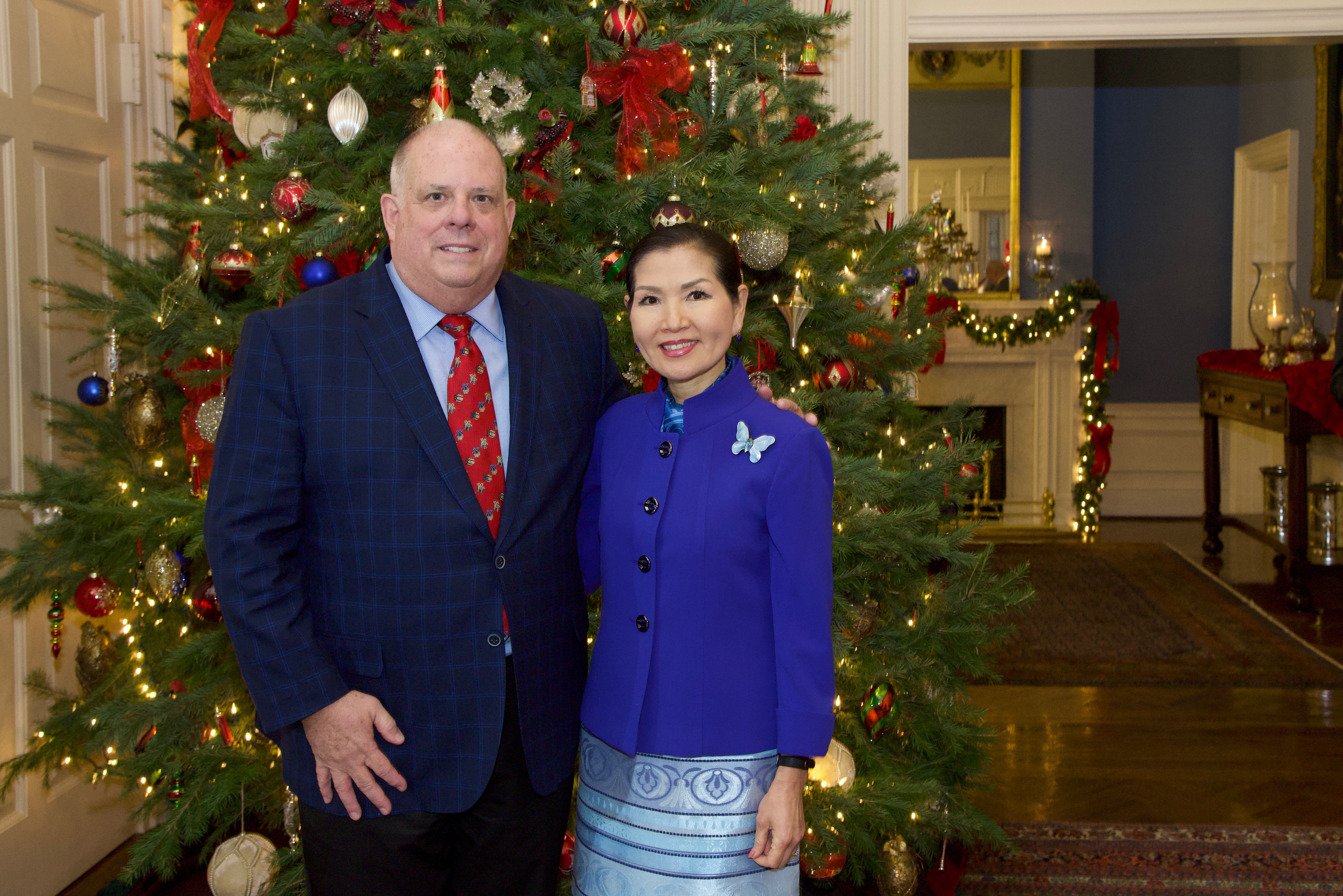
Vợ chồng Larry Hogan và Yumi Kim.

Larry Hogan sống trong Dinh thự Thống đốc Maryland ở thủ phủ Annapolis với vợ là Yumi Hogan, một nghệ sĩ người Mỹ gốc Hàn và trợ giảng tại Maryland Institute College of Art. Cặp đôi gặp nhau vào năm 2001, và kết hôn vào năm 2004, khi ông 48 tuổi. Larry Hogan không có con ruột, ông là bố dượng của ba cô con gái lớn của Yumi Kim từ cuộc hôn nhân đầu tiên: Kim Velez, Jaymi Sterling và Julie Kim. Ông có em trai cùng cha khác mẹ là Patrick N. Hogan, Hạ nghị sĩ tiểu bang đại diện cho quận Frederick, Maryland trong Hạ viện Maryland từ năm 2003 đến năm 2007 và năm 2011 đến năm 2015.
Vào tháng 6 năm 2015, Larry Hogan thông báo rằng ông đã được chẩn đoán mắc bệnh ung thư hạch không Hodgkin và đang được điều trị. Ông đã hoàn thành 18 tuần hóa trị và thông báo vào tháng 11 năm 2015 rằng bệnh ung thư đã thuyên giảm. Ông đã trải qua đợt điều trị hóa trị cuối cùng vào tháng 10 năm 2016 và vượt qua ung thư. Vào tháng 1 năm 2021, Larry Hogan đã trải qua một cuộc phẫu thuật nhỏ để loại bỏ ung thư da tế bào vảy giai đoạn đầu khỏi mặt và vai của mình, một cuộc phẫu thuật tương tự mà ông đã thực hiện vào năm 2018.